# Cleveland Browns
Els Cleveland Browns són una franquícia de futbol americà amb seu a Cleveland, Ohio. Són membres de la divisió nord de l'American Football Conference (AFC) de la National Football League. El seu estadi és el Cleveland Browns Stadium.

## Història
Els Cleveland Browns van començar a jugar l'any 1946 com a membre de l'All-America Football Conference (AAFC) i es van unir a l'NFL quan l'AAFC va desaparèixer. L'equip va guanyar quatre títols de l'AAFC a més d'haver fet una temporada invictes amb un balanç de 15-0 i han estat quatre cops campions de l'NFL, en els anys quan encara no existia la Super Bowl.

## Palmarès
- Campionats de Lliga (8)
  - Campionats de l'AAFC: 1946, 1947, 1948, 1949.
  - Campionats de la NFL  (abans de la fusió AFL-NFL): 1950, 1954, 1955, 1964.
- Campionats de Conferència (11)
  - NFL Americà: 1950, 1951, 1952.
  - NFL Est: 1953, 1954, 1955, 1957, 1964, 1965, 1968, 1969.
- Campionats de Divisió (13)
  - AAFC Oest: 1946, 1947, 1948, 1949.
  - NFL Segle: 1967, 1968, 1969.
  - AFC Centre: 1971, 1980, 1985, 1986, 1987, 1989.

## Estadis
- Cleveland Municipal Stadium (1946–1995)
- Cleveland Browns Stadium (1999–actualment)